# Куций Іван Петрович
Іван Петрович Куций (нар. 7 липня 1978, Тернопіль) — український історик, доктор історичних наук (2017), професор (2019).

## Життєпис
Іван Куций народився 7 липня 1978 року в місті Тернополі.
Закінчив історичний факультет (2000) та аспірантуру (2003) Тернопільського державного педагогічного інституту, докторантуру Черкаського національного університету імені Богдана Хмельницького (2016). Працював асистентом (2004) катедри нової та новітньої історії та методики викладання історії, асистентом (2004—2008), доцентом (2008—2019) катедри історії України, від 2019 — професор катедри історії України, археології та спеціальних галузей історичних наук ТНПУ.

### Наукова діяльність
2004 року захистив кандидатську дисертацію «Рецепція національної історії в українській науково-історичній думці Галичини (1830-і-1894 рр.)».
28 квітня 2017 року захистив докторську дисертацію «Схід» і «Захід» в українській історіографії (кінець XVIII — початок ХХ ст.): ґенеза цивілізаційної ідентичності».
Сфера наукових інтересів: український національний рух, історіографія, цивілізаційна ідентичність.
Основні праці:
- Куций І. Українська науково-історична думка Галичини (1830 — 1894 рр.): рецепція національної історії: Монографія. — Тернопіль: Джура, 2006. — 220 с.
- Куций І. Цивілізаційні ідентичності в українській історіографії кінця XVIII — початку ХХ ст.: між Слов’янщиною та Європою: Монографія — Тернопіль: Підручники і посібники, 2016. — 480 с.
- Гриневич Т., Касян А., Куций І., Лазурко Л., Масненко В., Присяжнюк Ю., Тельвак В., Шамара, С. Історичні образи «сусідів» на українсько-польсько-білоруському прикордонні: міфи-студії-пам’ять: колективна монографія [Архівовано 8 вересня 2021 у Wayback Machine.]. — Черкаси: ФОП Гордієнко Є.І., 2018. — 396 с.